# Vitomir Širola Pajo
Vitomir Širola Pajo (Brnasi kraj Kastva, 16. rujna 1916. – Rijeka, 9. ožujka 1957.) hrvatski antifašist.

## Životopis
Rođen je 16. rujna 1916. godine u kastavskom selu Brnasima kraj Rijeke. Do početka Drugoga svjetskog rata bio je zaposlen kao trgovački pomoćnik u Sušaku. Kapitulacija Jugoslavije zatekla ga je u mornaričkoj jedinici u Šibeniku. Izbjegao je zarobljavanje i vratio se u svoje rodno selo.
Po dolasku u rodni kraj Širola se pridružio lokalnoj skojevskoj organizaciji u borbi protiv okupatora. Uskoro je s jednom grupicom skojevaca uništio autobus u selu Marčeljima kojime su se služili okupatorski časnici. Nakon ove akcije, 2. studenoga 1941. godine otišao je u partizanski odred "Božo Vidas Vuk".
Krajem 1941. godine okupatorske jedinice pokrenule su ofenzivu protiv partizanskih snaga u Hrvatskome primorju i Gorskome kotaru. Odred na Tuhobiću bio je napadnut 11. studenoga. Pruživši otpor, odred je morao povući se. Skupina Kastavaca, među kojima je bio i Širola, krenula je prema Kastavštini.
Pošto su Kastavštinom krstarile okupatorske ophodnje, kući se nije moglo. Kastavci su na izvoru Rječine, na mjestu zvanom Zvir, organizirali svoj partizanski logor. U toj su bazi ostali do ožujka 1942. godine. Tada su se pridružili partizanima iz Sušaka, Grobinštine i čabarsko-gerovskog kraja, koji su imali bazu na Crnom vrhu. Tada je Vitomir Širola bio postavljen za zapovjednika voda na Oblom vrhu. Ubrzo je bio imenovan zapovjednikom Pete čete Petog bataljona "Vladimir Gortan". U to vrijeme, 1. svibnja 1942. godine primljen je za člana Komunističke partije Jugoslavije.
Kada je na području Pete operativne zone Hrvatske formiran Drugi primorsko-goranski partizanski odred, Vitomir Širola postavljen je za zapovjednika Drugog bataljona. Tijekom neprijateljske ofanzive na odred, Drugi bataljon pod zapovjednikom Širolom uspješno je izvršio prebacivanje zbjega u Liku i Kordun. U Četrnaestoj partizanskoj brigadi, Širola je vršio dužnost operativnog časnika brigade za vrijeme njezinih borbi u Gorskome kotaru i prilikom borbi u Lici za vrijeme Četvrte neprijateljske ofenzive.
Nakon kapitulacije Italije Vitomir Širola upućen je na teren Istre. Operativni štab za Istru postavio ga je za zapovjednika Druge istarske brigade. Druga brigada je na čelu sa Širolom kasnije likvidirala neprijateljske garnizone u Kopru i Izoli. Tom je prilikom iz koparskog zatvora oslobođeno dvjesto političkih zatvorenika.
Početkom listopada 1943. godine započela je njemačka ofenziva na istarske partizanske jedinice. Istarski odredi brigade nisu se mogli suprotstaviti nadmoćnijem neprijatelju. Nakon završetka ofenzive ponovo je ojačao narodnooslobodilački pokret na istarskom poluotoku. Na Učki je 1. travnja 1944. godine ponovo formirana Prva istarska brigada "Vladimir Gortan". Za zapovjednika brigade imenovan je Vitomir Širola. Brigada je izbjegla uništenje od Nijemaca i osvojila njihove garnizone u Šumberu, Sv. Nedjelji, Pićnu, Gračišću i Krapnju. U napadu na Mošćeničku Dragu istakao se Vitomir Širola kada je benzinom polio krov neprijateljske kasarne i zapalio ga. Pošto su fašisti i dalje pružali otpor, Širola je sam upao u kasarnu i sve ih pokosio mitraljezom.
Krajem kolovoza 1944. godine Širola je upućen na teren Istre sa zadatkom da organizacijski učvrsti i ojača manje partizanske jedinice koje su tada djelovale na području Istre. Taj je zadatak ostvario kao zapovjednik Operativnog sektora za Istru. Osnovao je i pet samostalnih bataljona koji su zajedno s jedinicama Četvrte armije sudjelovali u oslobađanju Pule u svibnju 1945. godine.
Umro je 9. ožujka 1957. godine u Rijeci. Danas nekoliko škola u Istri nosi njegovo ime.

## Nagrade i priznanja
Nositelj je Partizanske spomenice 1941. i mnogih jugoslavenskih odlikovanja. Ordenom narodnog heroja odlikovan je 20. prosinca 1951. godine.

## Fotogalerija
- Bista Vitomira Širole u Rijeci na Mlaki

## Vanjske poveznice
- Stranica OŠ Vitomira Širole Paje iz Nedešćine
- Istarska enciklopedija: Širola, Vitomir-Pajo